# 斯特拉斯堡美術館

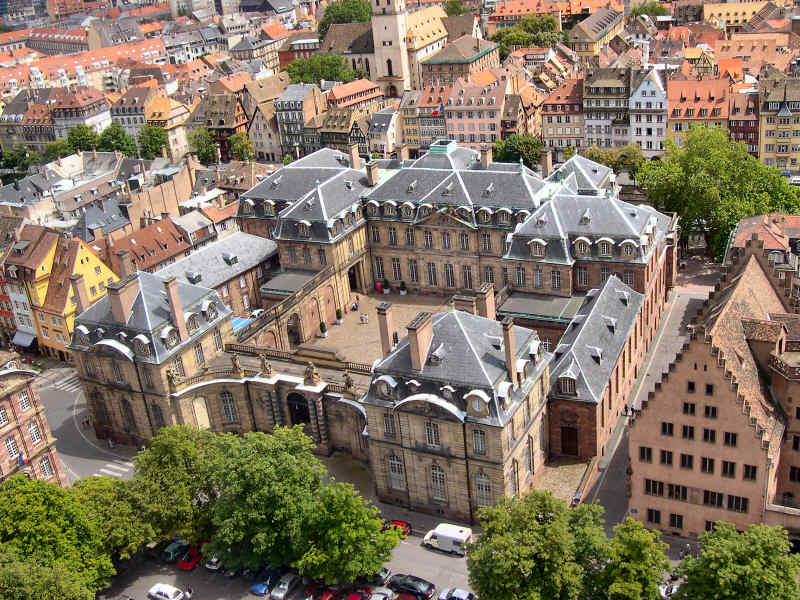
斯特拉斯堡美術館

斯特拉斯堡美術館（法語：Musée des Beaux-Arts de Strasbourg）是位於法國阿爾薩斯斯特拉斯堡的一座美術館，創建於1801年。普法戰爭期間，美術館曾經被摧毀。戰後美術館得到重建，在1890年重新開業。2009年時，美術館擁有大約865件藏品，其中250件永久展出。 

## 外部連結
- Website of the Museum
- Selected works of the Museum